# Illatos liliomfa
Az illatos liliomfa vagy virginiai magnólia (Magnolia virginiana) a liliomfafélék családjába tartozó, Észak-Amerikában őshonos fafaj.
Nemzetségének a típusfaja.

## Elterjedése és termőhelye
Az illatos liliomfa az Egyesült Államok délkeleti részén, az atlanti és mexikói-öböli partvidéken őshonos. Északon Long Islandig, délen Kelet-Texasig hatol. Leggyakoribb Alabama, Georgia, Florida és Dél-Karolina államokban. Díszfaként európai parkokba, kertekbe is telepítik.
A partvidéki lápok, nedves, sokszor savanyú talajú síkságok lassan növő, kis-közepes méretű fája. Meleg- és nedvességkedvelő faj. Elviseli a félárnyékot, a fagyra, erős téli szélre érzékeny lehet.

## Megjelenése

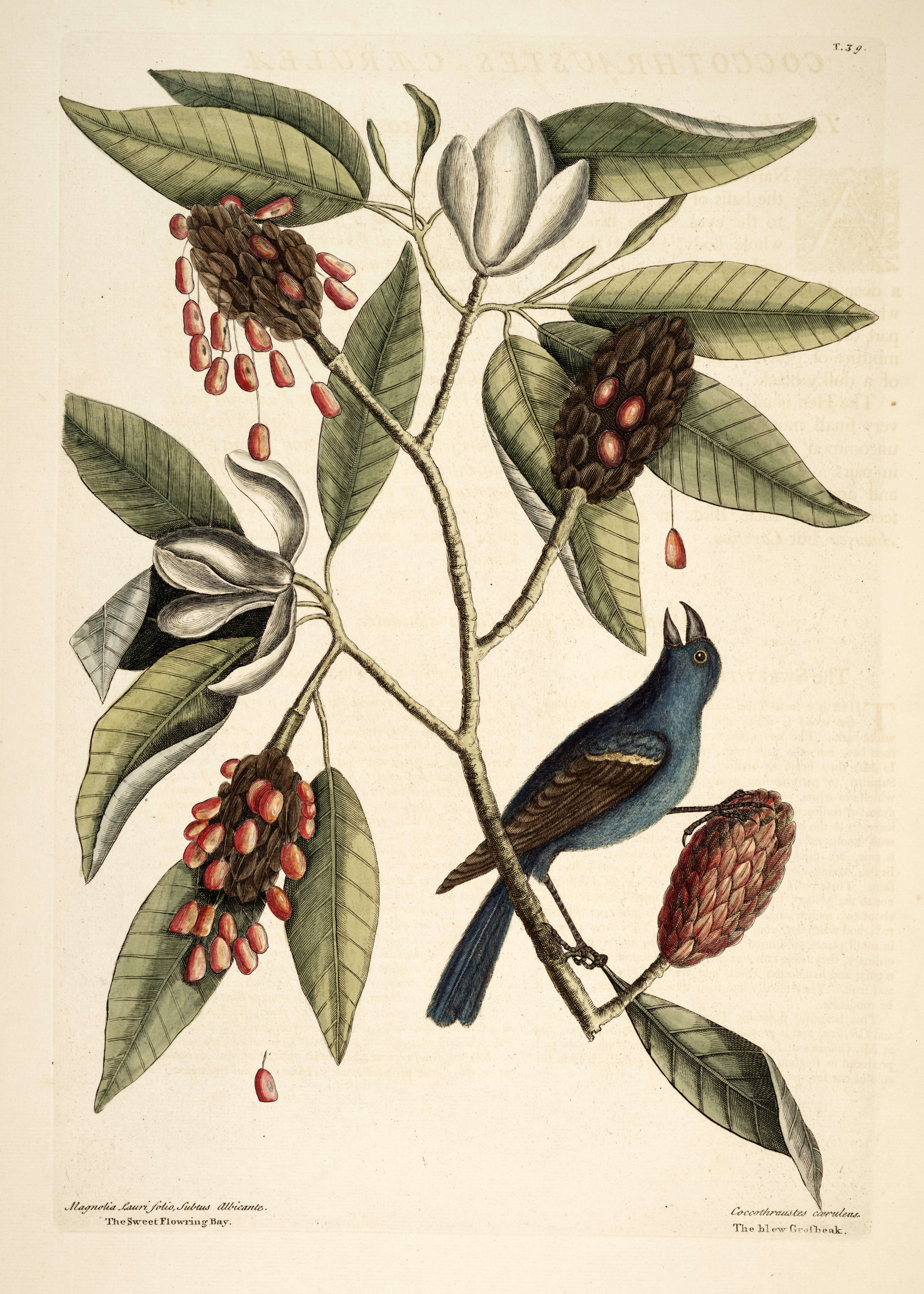
Ábrázolása 1731-ből

Az illatos liliomfa eredeti élőhelyén, az USA délkeleti részén 15–20 m magas fa, de északabbra és Európában csak ritkán nő 10 m-nél magasabbra. Koronája 3–10 m széles, szabálytalan kúp vagy ovális alakú. Eredeti élőhelyén örökzöld, hűvösebb élőhelyen félörökzöld, vagyis csak hidegebb teleken hullajtja el leveleit. Kérge sima és sötétszürke, a fiatal ágakon inkább zöld. Kihegyesedő végű, ép szélű levelei 6–12 cm hosszúak és 3–5 cm szélesek; az ágakon váltakozó állással helyezkednek el. Felső oldaluk élénkzöld, fonákjuk hamvas ezüstöszöld - ez alapján lehet legkönnyebben megkülönböztetni a többi liliomfától. Őszi lombja nem látványos, félörökzöld mivolta miatt sárga, barna és zöld levelek keveréke.
Áprilistól nyár közepéig (hűvösebb éghajlaton júniustól) virágzik, szórványosan egész nyáron lehetnek rajta virágok. 5–8 cm-es átmérőjű krémfehér virágai a hajtások végén, egyesével nyílnak. A virágok 3 sziromszerű csészelevélből és 6-9 sziromlevélből állnak. Erős, vaníliaszerű illatuk messziről is érezhető. A virágzó fa nem feltétlenül látványos, mert a virágok nem egyszerre nyílnak és egy részüket elrejti a lombozat.
Termése 3–8 cm hosszú összetett termés, amely éretten vörössé válik. Kb. 1 cm-es narancsvörös magjai az érés folyamán fokozatosan kibújnak a termés résein keresztül. A magok július-október között érnek be.

## Felhasználása
Díszfaként parkokba ültetik. Magról vagy (inkább fiatalabb fák esetén) dugványról szaporítható. Nemesített változatai a "Henry Hicks", "Milton" és "Ravenswood" amelyek fagytűrőbbek a vadon növő fáknál. Az ernyős liliomfával alkotott hibridje a Magnolia x thompsoniana.
Fája puha, illatos, egyenes erezetű, könnyen megmunkálható, főleg furnérlemezeket, faborítást, dobozokat készítenek belőle. Eredeti élőhelyén magja a szarvasok fontos téli tápláléka.

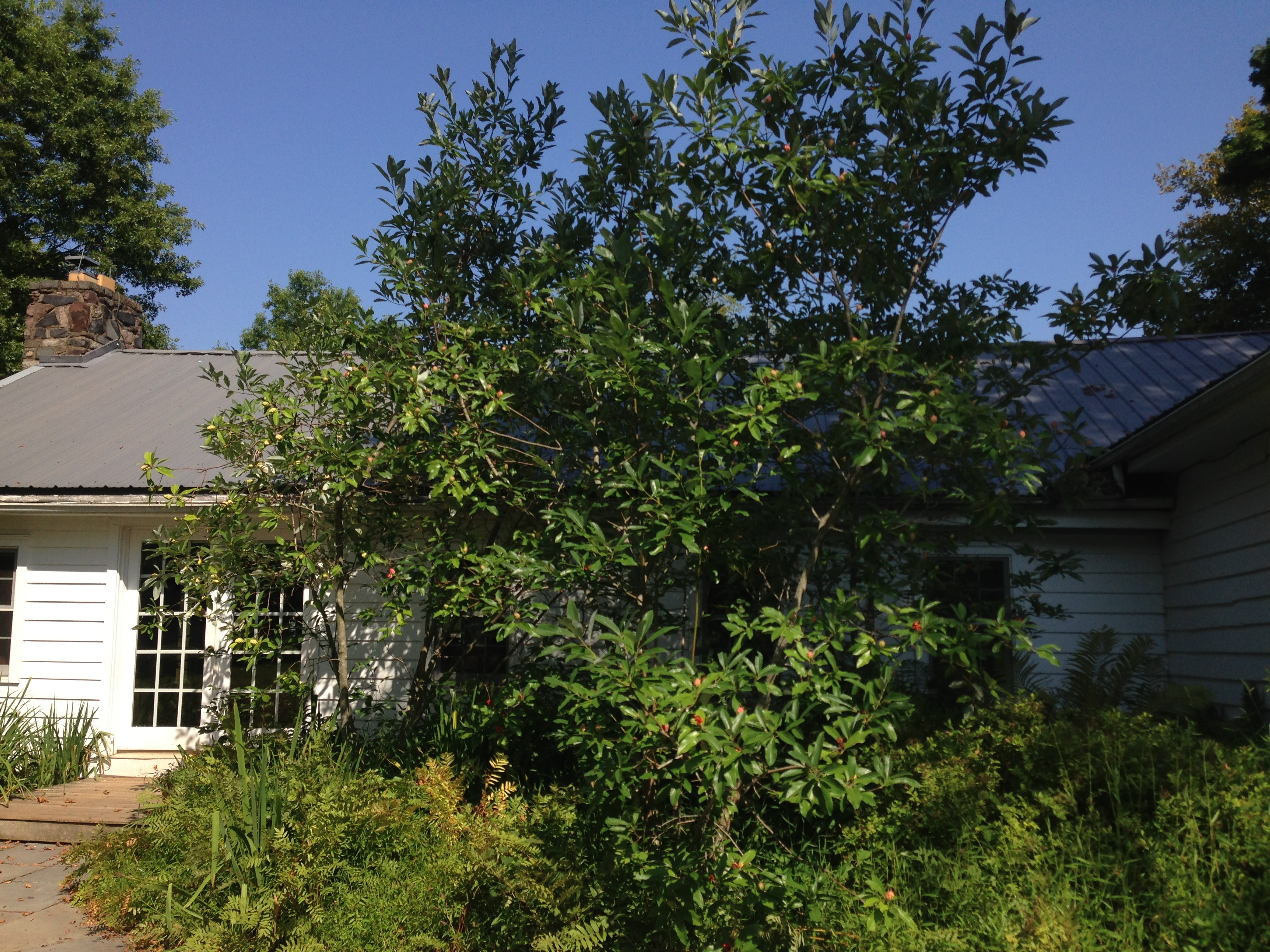
Habitusa
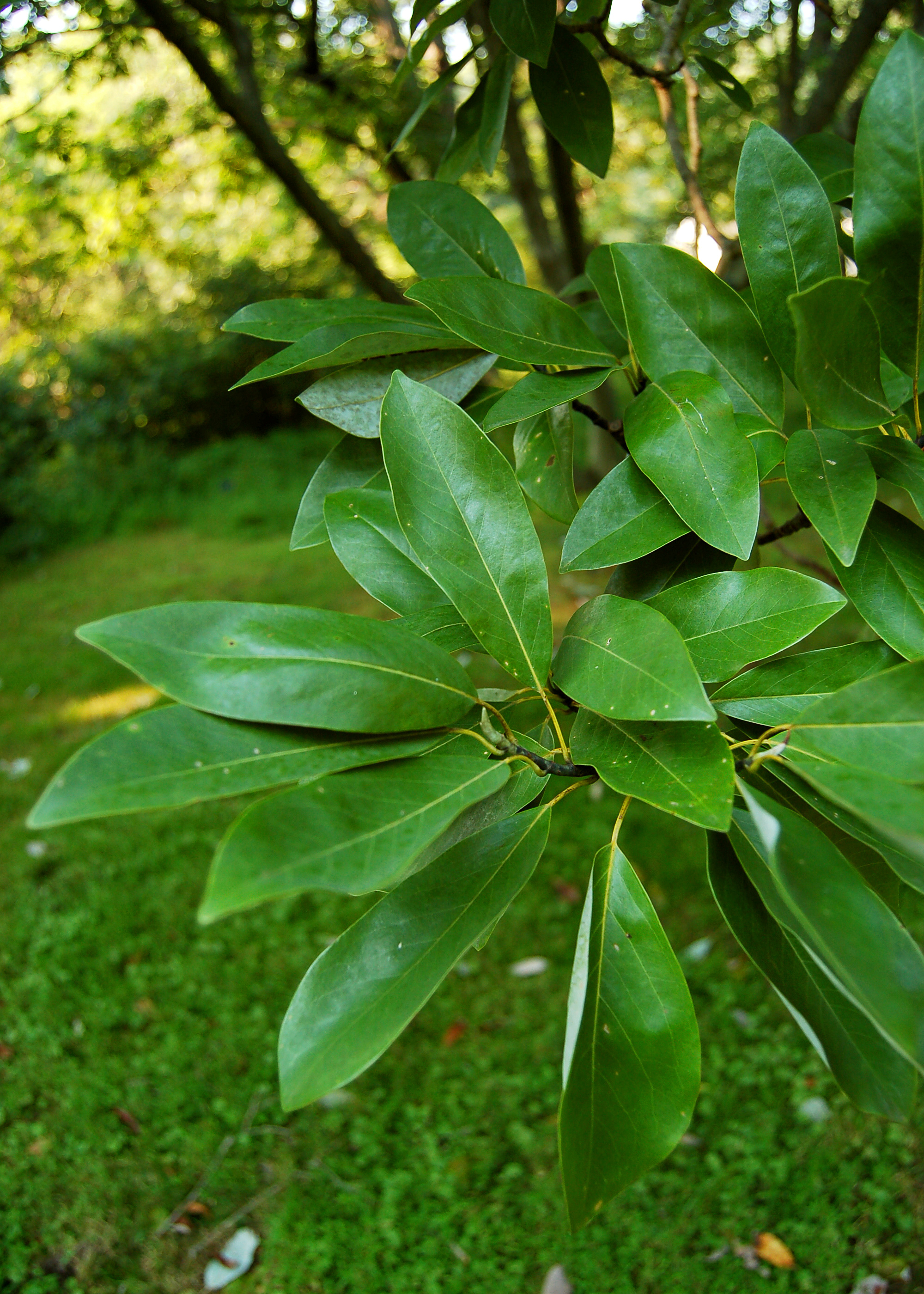
Levelei
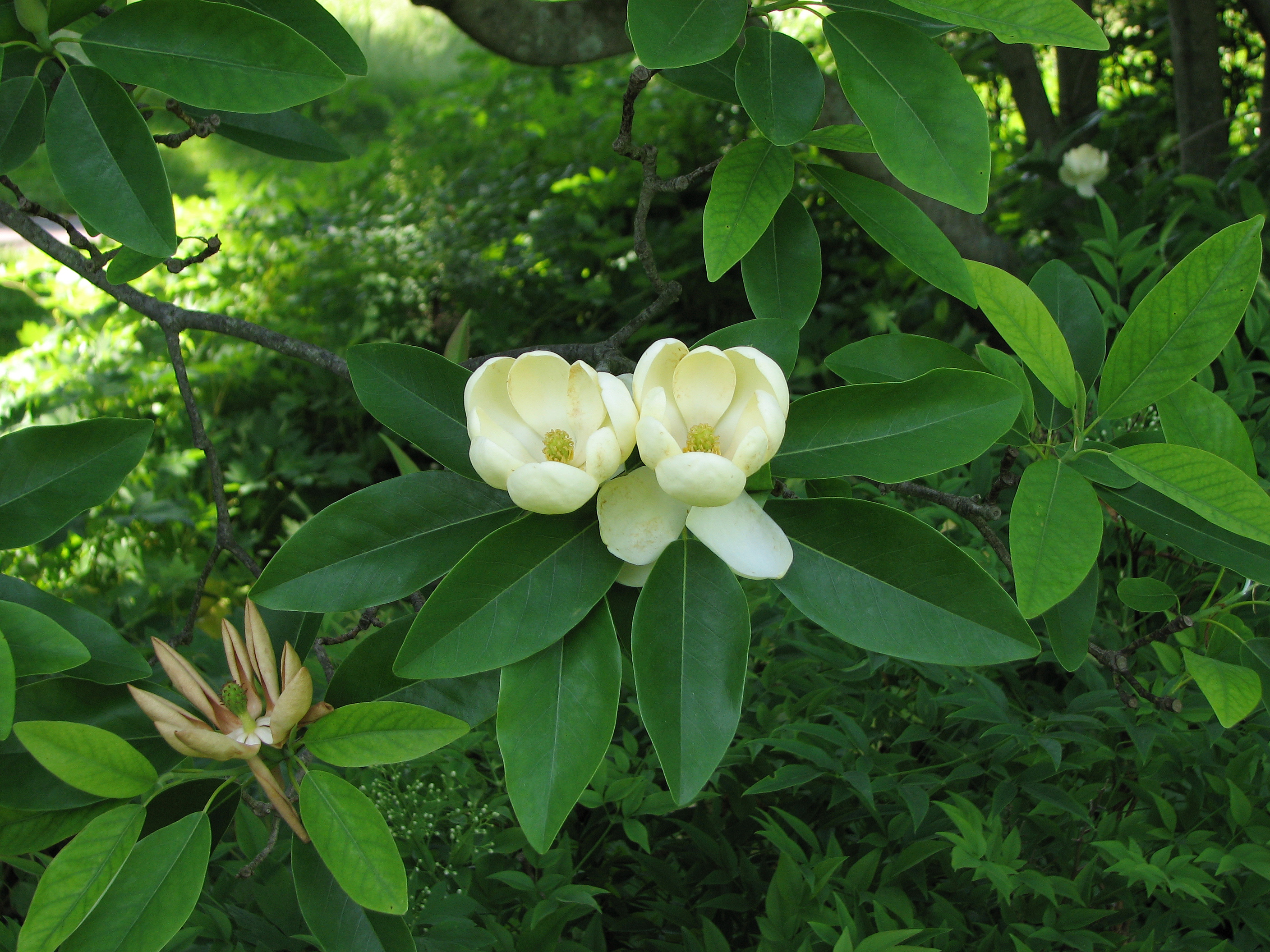
Virágai
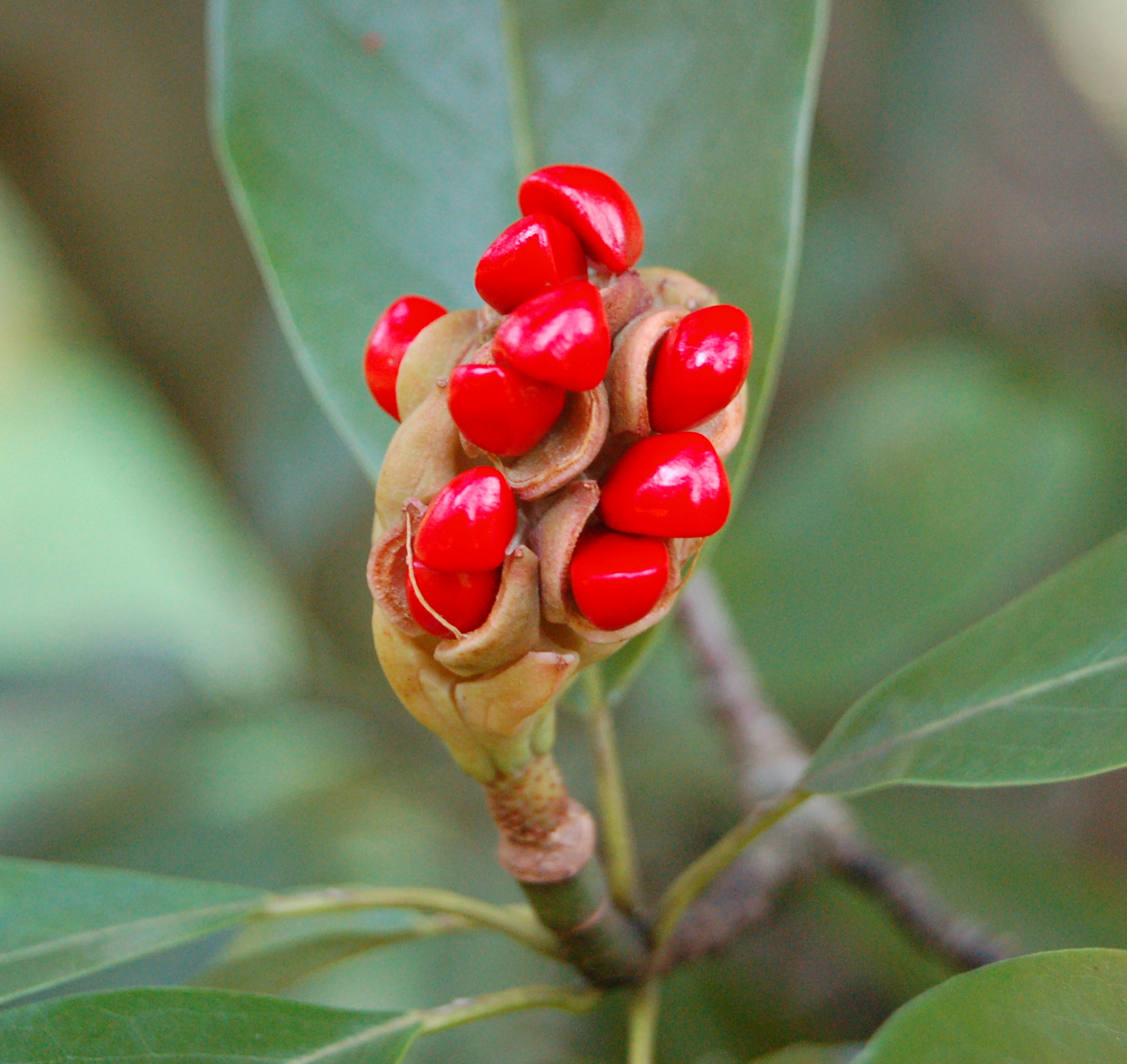
Érett termése